# Њасвишки замак
Њасвишки замак (блр. Нясвіжскі замак, литв. Nesvyžiaus pilis) племићке породице Радзивиљ у белоруском граду Њасвижу је изврстан пример средњоевропског замка из 17. века, грађеног у ренесансном и барокном стилу који су се савршено уклопили створивши знаменит споменик који је снажно утицао на архитектуру ширег подручја. Од 2005. године долази на УНЕСКО-в списак места Светске баштине у Европи.

## Историја
Градњу дворца започео је војвода пољско-литванске уније, Миколај Криштоф Радзивиљ, 1584. године, чије је војводство било најбогатије и најутицајније у краљевству. Градња је потрајала 20 година у ренесансном стилу.
Године 1706, током Великог северног рата, шведски краљ Карл XII заузео је дворац и знатно га оштетио. Од тада више није имао одбрамбену функцију, а у 18. веку породица Радивиљ га је обновила у данашњем барокном изгледу захваљујући немачким и италијанским архитектама.
Град с дворцем припојен је 1722. године Руском царству. Наполеон је 1807. створио Варшавско војводство, али и поседе породице Радзивиљ који су 1865. године поновно добили и Њасвишки замак. Краљевић Антони Радзивиљ је у периоду 1881–1886. године обновио стамбени део замка и проширио парк, 90 хектара, с енглеским парком.
Споразумом Хитлер-Стаљин из 1939. године, Њасвиж је припао Совјетском Савезу и сви племићки поседи су национализовани. Њасвишки замак је служио као санаторијум, а парк је пропадао, све до 1994. године када га је новооснована Република Белорусија заштитила као национални споменик културе. Године 2002. горње спратове је захватио пожар и још увек траје опсежна обнова целог комплекса. Упркос делимичној обнови, комплекс је 2005. године уписан на УНЕСКО-в списак Светске баштине у Европи.

## Одлике
Породица Радзивиљ, која је градила замак у Њасвижу од 16. века до 1939. године, дала је многе важне особе у европској историји и култури. Захваљујући њима град Њасвиж је постао јако утицајан у науци, уметности, обртима и архитектури. Комплекс се састоји од стамбеног замка, цркве-маузолеја Тела Христова (Corpus Christi) и десет зграда које су спојене као целина око шестостраног дворишта. Црква је спојена с дворцем браном преко јарка који је служио као маузолеј породице Радзивиљ. Ту се налазе 72 једноставна сандука од брезе с рељефом пољског државног грба на поклопцу.
Црква Тела Христова (1587–1593) једна је од најранијих језуитских цркви на свету и прва барокна грађевина у Унији Пољске и Литваније и уопше Источној Европи. Дизајнирао ју је италијански архитекта Ђанмарија Бернардони (1541–1605) по узору на прву језуитску цркву, Ил Гесу у Риму. Ова базилика, поред барокног прочеља, има и барокну куполу, каснобарокне фреске (изведене 1760-их) и олтар Светог Крста који су извели млетачки вајари 1583. године.
Замак и црква с куполом и крстом су постале важан прототип према ком се развијала архитектура у целој средишњој Европи, а посебно у Белорусији, Пољској, Литванији и Русији.
Енглески парк Њасвишког дворца из 19. века је, својом величином од преко 1 km², један од највећих у Европи.

## Галерија
- Маузолеј у облику хумка/бране
- Стамбени комплекс данас
- Спољни изглед Цркве Тела Христовог